# ФК Партизан Бар
Фудбалски клуб Партизан, црногорски је фудбалски клуб из Бара, који се такмичио у Трећој лиги Црне Горе — Југ. Два пута је освојио регионални куп у зони Југ и два пута Куп Никша Бућин.
Утакмице као домаћин играо је на помоћном терену стадиона Тополица, док је битне утакмице играо на стадиону Тополица.

## Историја
Основан је 2009. године под именом Хајдук Бар, као најмлађи фудбалски клуб у граду. Основао га је Василије Милошевић, који је био и први предсједник клуба. Током 2016. клуб је имао финансијских проблема и био је пред гашењем, након чега је Милошевић организовао донаторско вече како би скупили средства.
У јулу 2022. Милошевић се повукао са мјеста предсједника послије 13 година, а за новог предсједника изабран је Игор Кастратовић. Мјесец дана касније, промијењено је име клуба у Партизан Бар и успостављена је сарадња са Партизаном из Београда, у смислу да Партизан Бар буде једна од филијала, као и да клубови могу да размјењују играче, да се тренери из Бара обучавају у тренинг центру у Београду, као и да се организују љетњи и зимски кампови Партизана у Бару. Сезону 2022/23, прву под новим именом, завршио је на четвртом мјесту, а пред почетак сезоне 2023/24. одустао је од такмичења.

## Успјеси
| Такмичење                      | Такмичење                      | Број                           | Година                         |                                |                                |
| Трећа лига Црне Горе — Југ — 0 | Трећа лига Црне Горе — Југ — 0 | Трећа лига Црне Горе — Југ — 0 | Трећа лига Црне Горе — Југ — 0 | Трећа лига Црне Горе — Југ — 0 | Трећа лига Црне Горе — Југ — 0 |
| ------------------------------ | ------------------------------ | ------------------------------ | ------------------------------ | ------------------------------ | ------------------------------ |
| Трећа лига                     | Првак                          | 0                              |                                |                                |                                |
| Куп регије Југ — 2             |                                |                                |                                |                                |                                |
| Регионални куп                 | Побједник                      | 2                              | 2015, 2016.                    |                                |                                |
| Регионални куп                 | Финалиста                      | 2                              | 2013, 2014.                    |                                |                                |
| Куп Никша Бућин — 2            |                                |                                |                                |                                |                                |
| Куп Никша Бућин                | Побједник                      | 2                              | 2011, 2015.                    |                                |                                |